# EFA Champions Cup der Männer 2016
Der EFA Champions Cup 2016 der Männer im Faustball auf dem Feld fand am 1. und 2. Juli 2016 im hessischen Pfungstadt statt. Der gastgebende TSV Pfungstadt verteidigte seinen Titel aus dem Vorjahr durch einen 4:0-Sieg gegen Union Compact Freistadt aus Österreich. Nach 1969 wurde zum zweiten Mal ein Champions Cup auf dem Feld in Pfungstadt ausgetragen.

## Teilnehmer
Vier Mannschaften aus den drei führenden Faustball-Ländern der EFA nahmen am Champions Cup teil: 
 Deutschland
- TSV Pfungstadt (Meister, Titelverteidiger)
- TV Schweinfurt-Oberndorf (Vizemeister)

 Österreich
- Union Compact Freistadt (Meister)

 Schweiz
- Faustball Widnau (Meister)

## Spielplan
Die vier teilnehmenden Teams spielten in zwei Halbfinals die beiden Finalisten aus. Es wurde in allen vier Begegnungen auf vier Gewinnsätze gespielt.

### Halbfinale
| Fr., 1. Juli 2016 |            |                         |   |                          |                                           |
| 16:30 Uhr         | Pfungstadt | Union Compact Freistadt | – | Faustball Widnau         | 4:2 (7:11, 11:6, 8:11, 11:7, 12:10, 11:8) |
| 18:30 Uhr         | Pfungstadt | TSV Pfungstadt          | – | TV Schweinfurt-Oberndorf | 4:1 (11:6, 11:9, 6:11, 11:6, 11:8)        |

### Platzierungsspiele
| Sa., 2. Juli 2016 |           |            |                          |   |                         |                                             |
| Platz 3           | 16:00 Uhr | Pfungstadt | TV Schweinfurt-Oberndorf | – | Faustball Widnau        | 4:2 (13:11, 12:10, 9:11, 10:12, 11:9, 11:9) |
| Finale            | 18:00 Uhr | Pfungstadt | TSV Pfungstadt           | – | Union Compact Freistadt | 4:0 (12:10, 11:9, 11:5, 11:7)               |

## Schiedsrichter
Geleitet wurden die Begegnungen von drei Schiedsrichtern aus drei Nationen. 
- Reinhard Hübner  Österreich
- Carsten van Embden  Schweiz
- Werner Blechschmidt  Deutschland

## Endergebnis
| Platz | Land                     |
| ----- | ------------------------ |
| 1.    | TSV Pfungstadt           |
| 2.    | Union Compact Freistadt  |
| 3.    | TV Schweinfurt-Oberndorf |
| 4.    | Faustball Widnau         |